# 京阪国道
京阪国道（けいはんこくどう）は、国道1号のうち京都 - 大阪間（京阪国道口 - 梅田新道）の通称。
京都府道・大阪府道13号京都守口線の大半は京阪国道の旧道であることから、旧京阪国道と呼ばれる。

## 概要
- 起点：京都市南区京阪国道口交差点（国道1号九条通に接続）
- 終点：大阪市北区梅田新道交差点（国道2号第一阪神国道に接続）

ほぼ全線で、片側2車線の4車線道路である。
京阪国道口 - 大手筋間は東側に油小路通と並行している。この区間は久世橋通や赤池で渋滞が発生しやすい。
大手筋 - 枚方市中振間は枚方バイパス、中振 - 守口市大日町は寝屋川バイパスを参照。
なお、寝屋川バイパスは阪神高速12号守口線に直結しており、国道1号大阪市内方面は少々複雑な経路を通る。寝屋川バイパスと大日交差点間は大阪府道2号大阪中央環状線と重複している。大日以南では守口市の中心部を通り、国道479号（内環状線）と交差する京阪本通1で渋滞が発生しやすい。大阪市城東区蒲生4で国道1号は折れている。
蒲生4 - 都島区東野田町間は繁華街である京橋駅付近を通る。京橋駅付近は両側4車線のうち2車線は違法駐車や客待ちのタクシーにより車線が塞がれているため実質2車線状態となり、渋滞が発生しやすい。桜宮橋（通称・銀橋）以西は曽根崎通と呼ばれており、この区間は曽根崎通を参照。

## 地理

### 通過する自治体
- 京都府
  - 京都市（南区 - 伏見区） - 久世郡久御山町 - 八幡市
- 大阪府
  - 枚方市 - 寝屋川市 - 守口市 - 大阪市（旭区 - 城東区 - 都島区 - 北区）

### 交差する道路
| 交差する道路など （北）西← 〈京阪国道〉 →東（南） | 交差する道路など （北）西← 〈京阪国道〉 →東（南） | 交差する場所・ICなど | 交差する場所・ICなど | 交差する場所・ICなど | 交差する場所・ICなど |                |
| ------------------------------------------------- | ------------------------------------------------- | -------------------- | -------------------- | -------------------- | -------------------- | -------------- |
| 〈壬生通〉                                        |                                                   |                      |                      |                      |                      |                |
| 〈九条通〉 国道171号                              | 〈九条通〉 国道1号                                | 京阪国道口           | 京都府               | 京都市               | 南区                 | －             |
| 〈十条通〉 京都市道181号京都環状線                | 〈十条通〉 京都市道181号京都環状線                | 国道十条             | 京都府               | 京都市               | 南区                 | －             |
| 〈久世橋通〉                                      | 〈久世橋通〉                                      | 久世橋通 国道1号     | 京都府               | 京都市               | 南区                 | －             |
| 鴨川                                              | 鴨川                                              | 鳥羽大橋             | 京都府               | 京都市               | 伏見区               | －             |
| 名神高速道路                                      | 名神高速道路                                      | 京都南IC             | 京都府               | 京都市               | 伏見区               | －             |
| 京都府道202号伏見向日線                           | 京都府道202号伏見向日線                           | 赤池                 | 京都府               | 京都市               | 伏見区               | －             |
| 京都府道13号京都守口線                            | 京都府道35号大津淀線                              | 大手筋               | 京都府               | 京都市               | 伏見区               | 枚方バイパス   |
| 〈京都外環状線〉 京都市道188号観月橋横大路線      | 〈京都外環状線〉 京都市道188号観月橋横大路線      | 横大路               | 京都府               | 京都市               | 伏見区               | 枚方バイパス   |
| 宇治川                                            | 宇治川                                            | 宇治川大橋           | 京都府               | 京都市               | 伏見区               | 枚方バイパス   |
| 国道478号                                         | 国道478号                                         | 京滋BP森             | 京都府               | 久世郡 久御山町      | 久世郡 久御山町      | 枚方バイパス   |
| 京都府道81号八幡宇治線                            | 京都府道81号八幡宇治線                            | 久御山森             | 京都府               | 久世郡 久御山町      | 久世郡 久御山町      | 枚方バイパス   |
| 京都府道15号宇治淀線                              | 京都府道15号宇治淀線                              | 久御山田井           | 京都府               | 久世郡 久御山町      | 久世郡 久御山町      | 枚方バイパス   |
| 木津川                                            | 木津川                                            | 木津川大橋           | 京都府               | 久世郡 久御山町      | 久世郡 久御山町      | 枚方バイパス   |
| 木津川                                            | 木津川                                            | 木津川大橋           | 京都府               | 八幡市               |                      | 枚方バイパス   |
| 京都府道22号八幡木津線                            | 京都府道22号八幡木津線                            | 八幡下奈良           | 京都府               |                      |                      | 枚方バイパス   |
| 京都府道735号長尾八幡線                           | 京都府道251号富野荘八幡線                         | 八幡一ノ坪           | 京都府               |                      |                      | 枚方バイパス   |
| 大阪府道17号枚方高槻線                            | 大阪府道17号枚方高槻線                            | 招提                 | 大阪府               | 枚方市               | 枚方市               | 枚方バイパス   |
| 大阪府道18号枚方交野寝屋川線                      | 大阪府道18号枚方交野寝屋川線                      | 出屋敷南             | 大阪府               | 枚方市               | 枚方市               | 枚方バイパス   |
| 大阪府道139号枚方茨木線                           | 国道307号                                         | 池ノ宮北             | 大阪府               | 枚方市               | 枚方市               | 枚方バイパス   |
| 天野川                                            | 天野川                                            | 天野川新橋           | 大阪府               | 枚方市               | 枚方市               | 枚方バイパス   |
| 大阪府道20号枚方富田林泉佐野線                    | 国道168号                                         | 天野川               | 大阪府               | 枚方市               | 枚方市               | 枚方バイパス   |
| 〈大阪外環状線〉 国道170号                        | 〈大阪外環状線〉 国道170号                        | 中振                 | 大阪府               | 枚方市               | 枚方市               | 枚方バイパス   |
| 〈大阪外環状線〉 国道170号                        | 〈大阪外環状線〉 国道170号                        | 中振                 | 大阪府               | 枚方市               | 枚方市               | 寝屋川バイパス |
| 大阪府道19号茨木寝屋川線                          | 大阪府道19号茨木寝屋川線                          | 国道太間             | 大阪府               | 寝屋川市             | 寝屋川市             |                |
| 大阪府道15号八尾茨木線 （鳥飼仁和寺大橋）         | 大阪府道15号八尾茨木線                            | 新橋東               | 大阪府               | 寝屋川市             | 寝屋川市             |                |
| 近畿自動車道                                      | 近畿自動車道                                      | 守口JCT              | 大阪府               | 守口市               | 守口市               |                |
| 阪神高速12号守口線                                | 阪神高速12号守口線                                | 守口出入口           | 大阪府               | 守口市               | 守口市               |                |
| 大阪府道2号大阪中央環状線                         | 大阪府道2号大阪中央環状線                         | 庭窪郵便局前         | 大阪府               | 守口市               | 守口市               | －             |
| 国道1号                                           | 大阪府道13号京都守口線                            | 大日                 | 大阪府               | 守口市               | 守口市               | －             |
| 国道1号                                           | 大阪府道2号大阪中央環状線                         | 大日                 | 大阪府               | 守口市               | 守口市               | －             |
| 〈大阪内環状線〉 国道479号                        | 〈大阪内環状線〉 国道479号                        | 京阪本通1            | 大阪府               | 守口市               | 守口市               | －             |
| 〈城北公園通〉 大阪市道中津太子橋線               | －                                                | 今市                 | 大阪府               | 大阪市               | 旭区                 | －             |
| 〈都島通〉 都市計画道路桜島守口線                 | 国道163号                                         | 関目5                | 大阪府               | 大阪市               | 旭区                 | －             |
| 大阪市道大阪環状線                                | 都市計画道路都島茨田線                            | 関目1                | 大阪府               | 大阪市               | 城東区               | －             |
| 国道1号                                           | 〈鶴見通〉 大阪府道8号大阪生駒線                  | 蒲生4                | 大阪府               | 大阪市               | 城東区               | －             |
| 国道1号                                           | 〈今里筋〉 大阪市道大阪環状線                     | 蒲生4                | 大阪府               | 大阪市               | 城東区               | －             |
| 大阪市道上新庄生野線                              | 大阪市道上新庄生野線                              | 桜小橋               | 大阪府               | 大阪市               | 都島区               | －             |
| 大阪市道赤川天王寺線                              | 大阪市道赤川天王寺線                              | 東野田町             | 大阪府               | 大阪市               | 都島区               | －             |
| 大川                                              | 大川                                              | 桜宮橋（銀橋）       | 大阪府               | 大阪市               | 都島区               | 曽根崎通       |
| 大川                                              | 大川                                              | 桜宮橋（銀橋）       | 大阪府               | 大阪市               | 北区                 | 曽根崎通       |
| 〈天満橋筋〉 都市計画道路長柄堺線                 | 〈天満橋筋〉 大阪府道30号大阪和泉泉南線           | 東天満               | 大阪府               | 大阪市               |                      | 曽根崎通       |
| 〈天神橋筋〉 大阪府道14号大阪高槻京都線           | 〈天神橋筋〉 大阪府道14号大阪高槻京都線           | 南森町               | 大阪府               | 大阪市               |                      | 曽根崎通       |
| 阪神高速12号守口線                                | 阪神高速12号守口線                                | 南森町出入口         | 大阪府               | 大阪市               |                      | 曽根崎通       |
| 都市計画道路本庄西天満線                          | 都市計画道路本庄西天満線                          | 西天満               | 大阪府               | 大阪市               |                      | 曽根崎通       |
| 〈新御堂筋〉 国道423号                            | 〈新御堂筋〉 国道423号                            | 南森町ランプ         | 大阪府               | 大阪市               |                      | 曽根崎通       |
| 〈新御堂筋〉 国道423号                            | 〈新御堂筋〉 国道423号                            | 梅新東               | 大阪府               | 大阪市               |                      | 曽根崎通       |
| 〈御堂筋〉 国道176号                              | 〈御堂筋〉 国道25号                               | 梅田新道             | 大阪府               | 大阪市               |                      | 曽根崎通       |
| 国道2号 （野田阪神・神戸方面）                    |                                                   |                      |                      |                      |                      | 曽根崎通       |